# 4403 Kuniharu
A 4403 Kuniharu (ideiglenes jelöléssel 1987 EA) a Naprendszer kisbolygóövében található aszteroida. Y. Oshima fedezte fel 1987. március 2-án.